# Камское водохранилище

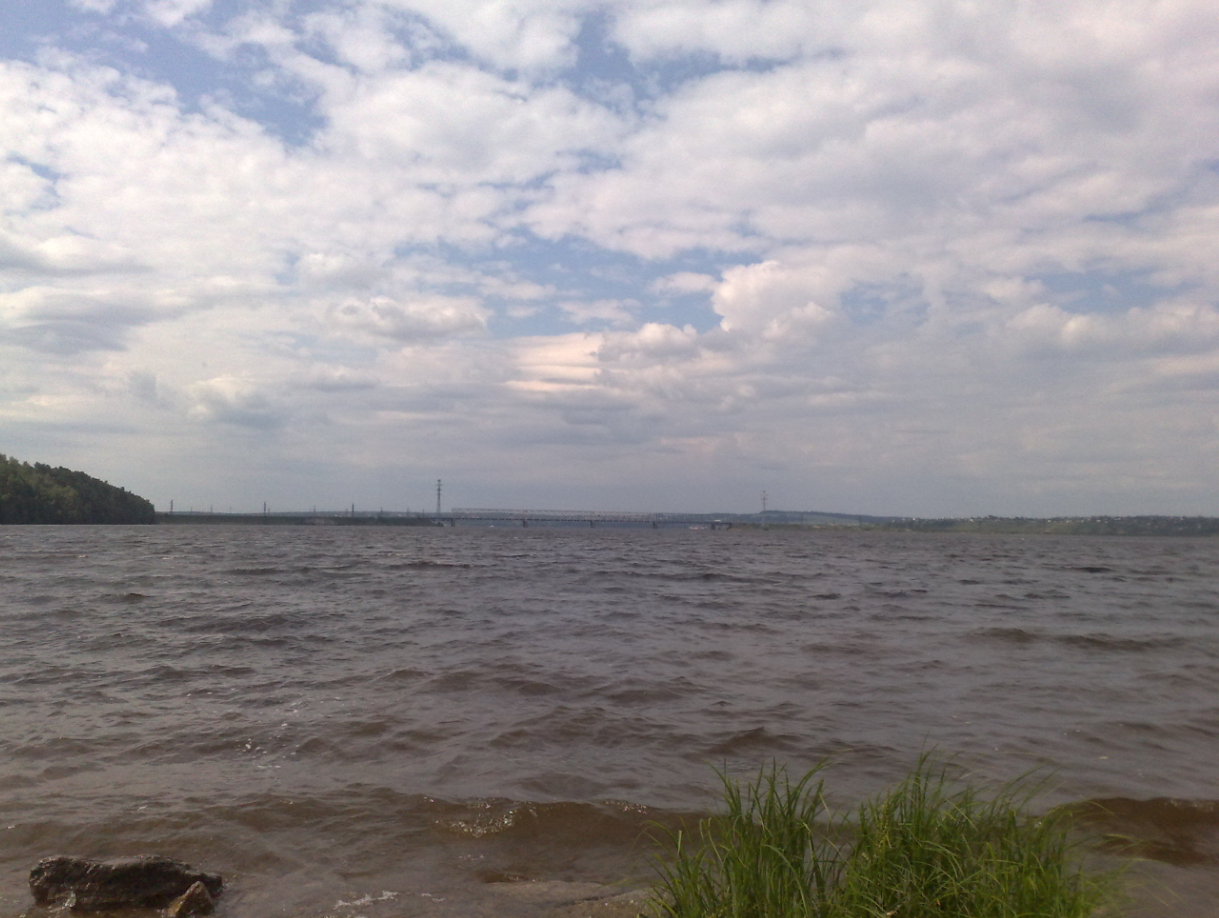
Камское водохранилище в районе впадения реки Чусовой

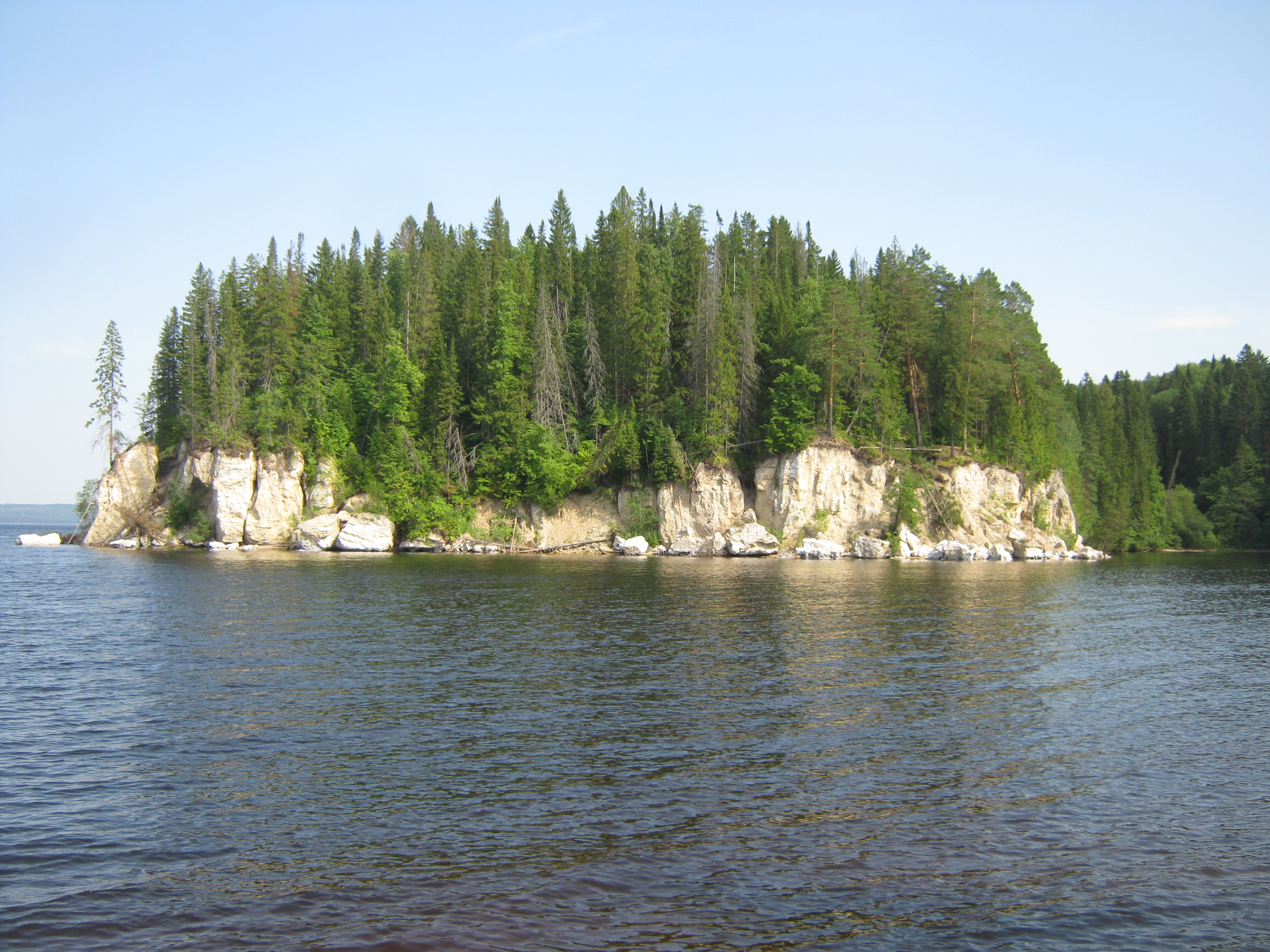
Берег водохранилища в районе архитектурно-этнографического музея Хохловка

Камское водохранилище — водоём в Пермском крае России, образованный на реке Каме в результате строительства Камской ГЭС. Водохранилище вступило в строй в 1954 году после завершения строительства плотины ГЭС. Подпор уровня воды у плотины составил 22 м и распространился по Каме — на 350 км, по Чусовой — на 153 км, по Сылве — на 120 км, по Обве — на 90 км, по Иньве — на 80 км, по Косьве — на 60 км.
В зону затопления водохранилища попали исторический город Дедюхин, исторические части городов Усолье, Добрянка, Чёрмоз, включая несколько крупных промышленных предприятий (Добрянский чугунолитейный и железоделательный завод, Чёрмозский металлургический завод).
Общая площадь водохранилища в нормальных условиях — 1910 км², объём — 12,2 км³. Максимальная ширина — 14 км, но в месте слияния Иньвы и Косьвы с Камой расстояние между берегами достигает 27 км. Максимальная глубина — 30 м.
На берегу водохранилища расположены Пермская ГРЭС и Огурдинский бор.
На акватории водохранилища проходит парусная регата Кубок Камы.
К эпохе верхнего палеолита относится стоянка Заозерье в нижнем течении реки Чусовой (в настоящее время Чусовского плёса Камского водохранилища) на мысе III надпойменной террасы, на абсолютной высоте 118 м. Характерной особенностью техники изготовления большинства бифасов со стоянки Заозерье является применение мустьерской плоско-выпуклой ретуши. Среднепалеолитические формы (плоско-выпуклые бифасы) каменного инвентаря имеют аналогии в индустриях восточноевропейской ветви восточного микока (Kielmessergruppen). Для культурного слоя стоянки Заозерье имеется термолюминесцентная дата в 41 000 л. н. Радиоуглеродные даты распределены в интервале 33 150 — 35 140 лет. Заозерские плейстоценовые лошади обитали в условиях умеренно холодного бореального климата с продолжительной снежной зимой и относительно коротким тёплым летом в области перехода от травянистого редколесья к степи, где произрастали луговые травы, дикорастущие злаки, ель, сосна и берёза.

## Притоки
- 792 км: Чёрмоз
- 799 км: Нижний Лух
- 835 км: Пожва
- 872 км: Кондас

### Косьвинский залив
- 3,3 км: Чёрная
- 8,7 км: Верхний Лух
- 12 км: Осиновка
- 19 км: Быстрая
- 22 км: Челва
- 27 км: Полуторная
- 33 км: Тихоновка

### Обвинский залив
- 4,3 км: Кемаль
- 17 км: Мол
- 23 км: Масляна
- 23 км: Чолва
- 29 км: Большой Кет
- 38 км: Егва

### Полазнинский залив
- 5,4 км: Полазнинский Вож

### Чусовской залив
- 7 км: Васильевка
- 57 км: Ветляна
- 60 км: Мутная
- 60 км: Талая
- 60 км: Шалашная
- 74 км: Хмелиха
- 90 км: Комариха
- 99 км: Усолка
- 266 км : Усьва

### Сылвинский залив
- 11 км: Большая Быковка
- 15 км: Половинка
- 17 км: Большая Вороновка
- 21 км: Сылва
- 22 км: Кутамыш
- 23 км: Юрман
- 27 км: Соломенка (Бродовая)
- 30 км: Быковка
- 52 км: Насадка
- 60 км: Сыра
- 84 км: Серга
- 112 км: Каменка
- 122 км: Мечка